# Cogan - Killing Them Softly
Cogan - Killing Them Softly (Killing Them Softly) è un film del 2012 scritto e diretto da Andrew Dominik.
Il film, con protagonista Brad Pitt, è l'adattamento cinematografico del romanzo del 1974 Cogan, scritto da George V. Higgins. Si tratta della seconda collaborazione tra Dominik e Pitt dopo L'assassinio di Jesse James per mano del codardo Robert Ford (2007).

## Trama
Mentre la Grande recessione colpisce l'America ed è in corso la campagna per le elezioni presidenziali del 2008, Johnny Amato, detto "lo Scoiattolo", decide di rapinare una bisca clandestina della mafia, convinto che i sospetti ricadranno sul suo gestore, Markie Trattman, dato che quest'ultimo aveva già rapinato i partecipanti alla bisca anni prima. Assolda per il colpo due sbandati bisognosi di denaro, l'ex-socio in affari Frankie e il suo amico Russell, un eroinomane che vorrebbe aprire un proprio giro di droga.
La rapina va a buon fine, causando un crollo nell'economia criminale locale e spingendo la mafia ad ingaggiare il sicario Jackie Cogan per sistemare le cose. Sebbene intuisca correttamente che Markie non sia il mandante della rapina, Jackie ritiene che debba morire comunque per scoraggiare iniziative simili in futuro; scopre poi l'identità dei rapinatori quando Russell si vanta del colpo con un altro criminale, suo informatore, mentre cerca di coinvolgerlo nel suo giro.
Ucciso Markie, Jackie ingaggia un altro sicario, l'amico di vecchia data Mickey, per occuparsi dello Scoiattolo, siccome quest'ultimo lo conosce e ciò comprometterebbe la sua politica di "uccidere dolcemente" le sue vittime, a distanza e senza preavviso, per non fargli provare paura o disperazione. Tuttavia, constata di persona che Mickey, caduto nell'alcolismo per alleviare il peso delle malefatte di una vita, non è più in grado di svolgere il lavoro e se ne assume le responsabilità.
Mentre la sconsiderazione di Russell finisce per farlo arrestare dalla DEA, Jackie rintraccia Frankie e lo convince a portarlo dallo Scoiattolo in cambio della sua vita. Dopo aver usato Frankie come autista per fuggire dalla zona dove ha freddato lo Scoiattolo, però, uccide anche lui per non lasciare tracce. Si incontra poi col contatto mafioso incaricato di pagargli il suo compenso, ma, non appena questo comincia ad accampare scuse per dargli meno di quanto stabilito, il sicario lo intimorisce esclamandogli:

## Produzione
Nell'adattare per il cinema il romanzo di George V. Higgins Cogan, pubblicato nel 1974, Andrew Dominik ha deciso di ambientarne la storia nel presente dopo aver notato dei parallelismi «impossibili da ignorare» con la crisi finanziaria del 2007, allora in corso.
Il progetto è stato annunciato ufficialmente per la prima volta nel novembre del 2010, con Brad Pitt in trattative per il ruolo del protagonista. Il mese seguente, l'attore si è unito al cast, seguito tra il gennaio e il febbraio del 2011 da Richard Jenkins, Scoot McNairy e Ben Mendelsohn. Sam Rockwell e Bella Heathcote sono stati considerati per dei ruoli nel film.
Il budget del film è stato di 15 milioni di dollari, finanziati soprattutto dalla Annapurna Pictures.
Le riprese del film sono cominciate nel marzo del 2011 a New Orleans, in Louisiana. Il montaggio preliminare del film aveva una durata di circa due ore e mezza; tra i vari elementi tagliati dalla versione finale c'è stato un cameo di Garret Dillahunt.

## Promozione
Il primo trailer ufficiale del film è stato diffuso online il 1º agosto 2012, mentre in italiano il 14 settembre 2012.

## Distribuzione
Il film è stato presentato in anteprima il 22 maggio 2012 alla 65ª edizione del Festival di Cannes, in cui era in concorso per la Palma d'oro.
La distribuzione del film nelle sale cinematografiche statunitensi, inizialmente prevista a partire dal 21 settembre 2012, è stata prima posticipata al 19 ottobre affinché non entrasse in concorrenza con quella The Master, anch'esso distribuito dalla Weinstein Company, e poi al 30 novembre dello stesso anno. In Italia, il film è stato distribuito da Eagle Pictures a partire dal 18 ottobre 2012.

## Accoglienza

### Incassi
Il film ha incassato 6,8 milioni di dollari nel suo weekend d'esordio al botteghino statunitense, classificandosi settimo. È stato classificato come flop e definito il peggior risultato commerciale nella carriera da star di Pitt dopo L'assassinio di Jesse James per mano del codardo Robert Ford, dello stesso regista. In totale, il film ha finito per incassare 37,9 milioni di dollari, di cui 15 in patria e 22,9 a livello internazionale.
Il pubblico intervistato da CinemaScore gli ha assegnato un voto pari ad "F" su una scala da A+ a F, rendendolo uno dei soli 19 film ad aver mai ricevuto tale punteggio.

### Critica
La critica ha accolto in maniera tiepida il film, lodando in particolar modo le interpretazioni del cast e criticandone invece il sottotesto politico sulla crisi economica. Sul sito aggregatore di recensioni Rotten Tomatoes, il film detiene una percentuale di approvazione da parte della critica del 73%, basata su 226 recensioni, con una media del 6,8. Metacritic gli assegna un punteggio dei 64 su 100, basato su 42 recensioni professionali.

## Riconoscimenti
- 2012 - Festival di Cannes
  - In competizione per la Palma d'oro
- 2012 - San Diego Film Critics Society Awards
  - Premio speciale per la fotografia a Greig Fraser (ex aequo con Zero Dark Thirty e Biancaneve e il cacciatore)
  - Candidatura per il miglior montaggio a Brian A. Kates
- 2013 - Georgia Film Critics Association Awards
  - Candidatura per la miglior fotografia a Greig Fraser
  - Candidatura per la miglior rivelazione a Scoot McNairy